# Bothrops pictus
Bothrops pictus är en ormart som beskrevs av Tschudi 1845. Bothrops pictus ingår i släktet Bothrops och familjen huggormar. Inga underarter finns listade.
Arten förekommer i Peru i låglandet och i Anderna upp till 1800 meter över havet. Honor lägger inga ägg utan föder levande ungar.